# شین جاکوبسون
شین جاکوبسون (به انگلیسی: Shane Jacobson) بازیگر، کارگردان، نویسنده و کمدین استرالیایی است.
از فیلم‌های معروف او می‌توان به بازی در فیلم میراث بورن و بسیار عالی آقای داندی اشاره کرد.